# Aubrey Plaza
Aubrey Christina Plaza (født 26. juni 1984) er en amerikansk skuespiller, kendt fra bl.a. Parks and Recreation. 